# Susanne Augustesen
Susanne Augustesen (* 10. Mai 1956 in Holbæk) ist eine ehemalige dänische Fußballspielerin. Sie war rund 25 Jahre lang aktiv, hauptsächlich für Vereine in Italien, wo sie bis zu ihrem 39. Geburtstag spielte. Bekanntheit erlangte sie bereits als 15-Jährige durch ihr erfolgreiches, mit dem Titelgewinn gekröntes Auftreten bei der zweiten, inoffiziellen Frauen-Weltmeisterschaft 1971 in Mexiko.

## Vereinskarriere
Susanne „Susy“ Augustesen spielte ab 1970 bei der örtlichen Holbæk Bold- og Idrætsforening sowohl Hand- als auch – in einer gemischten Mannschaft gemeinsam mit Jungen – Fußball. Im Handball brachte sie es bis in die dänische A-Jugend-Nationalmannschaft und gehörte zu dem größeren Kreis von Frauen, die gute Chancen besaßen, ihr Land bei der Frauen-Weltmeisterschaft 1975 in der UdSSR zu vertreten. Allerdings hatte sie zu diesem Zeitpunkt bereits entschieden, sich ausschließlich auf den Fußballsport zu konzentrieren. Bereits 1971 – nach der Fußball-Weltmeisterschaft in Mexiko (siehe weiter unten) – hatte die torgefährliche Mittelstürmerin Angebote mehrerer italienischer Klubs erhalten, zu ihnen zu wechseln und anders als in Dänemark für ihren Sport auch bezahlt zu werden. Damals wollte Augustesen aber zunächst ihre schulische Ausbildung beenden und schloss sich deshalb erst 1974 den Frauen der ASD Bologna an.
In der Folge wechselte sie in Italien von Verein zu Verein, zunächst von Bologna 1975 zur UCF Gamma 3 Padua, 1976 weiter zur ACF Diadora Valdobbiadene, 1978 zur ACF Conegliano und 1980 zu Lazio Rom. Bei den meisten ihrer Klubs blieb sie maximal zwei Jahre, um dann ein neues Angebot anzunehmen. Lediglich den Dress von Lazio Rom trug sie während insgesamt sechs Saisons, allerdings verteilt auf drei Zeitabschnitte in den 1980er und 1990er Jahren. Weitere Stationen waren ACF Alaska Lecce, ACF Trani 80 (dort gemeinsam mit ihrer Landsmännin Lone Smidt Nielsen), ACF Modena Euromobil sowie in Cagliari der FCF Flase und die ACSF Delfino. Bei dem letztgenannten Verein beendete sie 1995 nach 22 Jahren, durchgehend in der obersten Liga, ihre Karriere und kehrte im Jahr darauf nach Dänemark zurück, wo sie später in der Kopenhagener Stadtverwaltung arbeitete.
Mit ihren italienischen Teams gewann sie sechs Meistertitel (1976, 1977, 1980, 1983, 1985 sowie 1986) und dreimal – 1978, 1979, 1985 – den Landespokal. Sie selbst wurde zwischen 1975 und 1987 zudem achtmal mit der Torjägerkrone der Serie A ausgezeichnet; ihre in dieser Hinsicht erfolgreichste Saison war im Kalenderjahr 1976, als sie für Valdobbiadene gleich 42-mal traf. Ihre Nachfolgerin wurde Carolina Morace, die zwischen 1985 und 1997/98 sogar zwölfmal Italiens erfolgreichste Liga-Torschützin war und mit der zusammen Augustesen vier Spielzeiten bei Lazio und Trani in einer Elf stand. 
Eine vollständige statistische Erfassung ihrer Einsätze existiert bisher (November 2019), wie für die meisten Länder in der Frühzeit des Frauenfußballs, auch in Italien nicht. Dokumentiert sind für sie dort aber insgesamt gut 260 Punktspieleinsätze, bei denen sie mindestens 360 Treffer erzielte; laut Thibault Rabeux sollen es, alle Spiele zusammengenommen, über 600 Torerfolge gewesen sein, laut der dänischen Boulevardzeitung Ekstra Bladet sogar mehr als 1000.

### Stationen
| - Holbæk B&I (1970–1974) - ASD Bologna (1974) - UCF Gamma 3 Padua (1975) - ACF Diadora Valdobbiadene (1976–1977) - ACF Conegliano (1978–1979) | - Lazio Rom (1980–1981) - FCF Flase Cagliari (1982) - ACF Alaska Lecce (1983) - Lazio Rom (1984) | - ACF Trani 80 (1985–1988) - ACF Modena Euromobil (1988–1990) - Lazio Rom (1990–1993) - ACSF Delfino Cagliari (1993–1995) |

## Internationale Einsätze
An der zweiten, wiederum von der FIEFF ausgerichteten und somit inoffiziellen Frauen-Weltmeisterschaft 1971 in Mexiko nahm neben fünf anderen Mannschaften auch eine dänische Auswahl teil, die von dem neu gegründeten Verband Kvindelig Fodbold Union („Frauenfußballunion“) zusammengestellt wurde, weil der dänische Fußballverband DBU es zu diesem Zeitpunkt noch ablehnte, den Frauenfußball unter seinem Dach zuzulassen. Däninnen hatten bereits den ersten WM-Wettbewerb im Jahr zuvor gewonnen; allerdings war das Team bis auf Helene Hansen personell völlig neu zusammengestellt worden. Zu dem Kreis von Spielerinnen gehörte diesmal auch die 15-jährige Schülerin Susanne Augustesen. Im ersten Gruppenspiel in Guadalajara steuerte die Angreiferin einen Treffer beim 3:0-Sieg über Frankreich bei. Beim 1:1 gegen Italien und beim 5:0 im Halbfinale gegen Argentinien ging sie leer aus. Dafür gelang Augustesen im Finale gegen die Gastgeberinnen im Aztekenstadion vor annähernd 110.000 Zuschauern, der bis in das 21. Jahrhundert höchsten Zuschauerzahl bei einem Frauenfußballspiel, ein Hattrick. Die von Haus aus rechtsfüßige Torjägerin erzielte alle drei Treffer beim 3:0 – und alle mit links. Die Däninnen, die ihrer damaligen Torfrau Birte Kjems zufolge „zuhause vor 50 oder 100, wenn es hoch kam, auch mal vor 300 Besuchern“ spielten, hatten sich von der gewaltigen Kulisse nicht den Schneid abkaufen lassen. Nach ihrer Rückkehr in die Heimat wurden die Weltmeisterinnen mit einem Empfang im Rathaus der dänischen Hauptstadt geehrt.
Insgesamt brachte Susanne Augustesen es auf sieben Begegnungen für die dänische Auswahl. Ein offizielles Länderspiel für die Nationalelf Dänemarks hat sie dennoch nie bestritten. Die dänische Länderspielgeschichte beginnt offiziell erst im Juli 1974, und zu diesem Zeitpunkt war die Angreiferin gerade als Profispielerin nach Italien gegangen.
Ungeachtet dessen wurde sie 2017 von der DBU in deren Fodboldens Hall of Fame aufgenommen. Im selben Jahr zeigte der Fernsehsender Danmarks Radio einen halbstündigen Dokumentarfilm über die Däninnen bei der WM 1971.
Während die FIFA die Spiele dieses Wettbewerbs bis heute nicht anerkennt, stufte der Weltverband 2011 ein Qualifikationsspiel für das Turnier als „erstes offizielles Länderspiel der Frauenfußballgeschichte“ ein. Dabei handelt es sich um die Begegnung zwischen Frankreich und den Niederlanden vom April 1971, in der mit der 16-jährigen Jocelyne Ratignier ebenfalls eine jugendliche Spielerin einen Hattrick erzielt hatte.

## Auszeichnungen
- 2017: Aufnahme in die Hall of Fame des dänischen Fußballs (zusammen mit Lone Smidt Nielsen als erste Frauen)[12]